# At Boomers
At Boomers è un album live di Art Farmer, pubblicato dalla East Wind Records nel 1976. I brani furono registrati dal vivo il 14 e 15 maggio 1976 al Boomers di New York (Stati Uniti).

## Tracce
Lato A
1. Barbados – 13:01 (Charlie Parker)
2. I Remember Clifford – 10:55 (Benny Golson)

Lato B
1. 'Round About Midnight – 13:20 (Bernie Hanighen, Cootie Williams, Thelonious Monk)
2. Will You Still Be Mine – 8:30 (Matt Dennis, Tom Adair)

## Musicisti
- Art Farmer - tromba, flicorno
- Cedar Walton - pianoforte
- Clifford Jordan - sassofono tenore
- Sam Jones - contrabbasso
- Billy Higgins - batteria